# امیل دومیتریو
امیل دومیتریو (رومانیایی: Emil Dumitriu؛ زادهٔ ۵ نوامبر ۱۹۴۲) بازیکن فوتبال اهل رومانی بود.
از باشگاه‌هایی که در آن بازی کرده‌است می‌توان به باشگاه فوتبال راپید بخارست و باشگاه فوتبال دینامو بخارست اشاره کرد.
وی همچنین در تیم‌های ملی فوتبال زیر ۲۳ سال رومانی، المپیک رومانی و رومانی بازی کرده‌است.